# セリオン (セレマ)
セリオン（Therion）は、ギリシア語で獣を意味する θηρίον （テーリオン）の英字転写であり、アレイスター・クロウリーが創始したセレマの体系における神格である。

## 神名としてのセリオン
セリオンは奔放な自然の力や、人間の内なる野性の力を象徴するセレマの神格であり、自然の力の源である太陽に関連付けられる。セレマの根本的な典拠である『法の書』にはセリオンの名は見えないが、「獣」として言及されている。トート・タロットの「欲望」（Lust）のカードではババロンが乗る光輝く多頭の獣として描かれている。（「欲望」のカードは獅子宮に対応し、その支配星は太陽である。）
セレマ的魔術体系では、セリオンは太陽が昇る方角である東に配当され、地の元素に対応する。セレマ的五芒星追儺儀式である「スター・ルビー」では、東に向かって「セリオン」という「力の言葉」を発する。

## マスター・セリオン
アレイスター・クロウリー自身、しばしば「大いなる獣666」（the Great Beast 666）を自称し、A∴A∴文書の中ではマスター・セリオン（Master Therion）と名乗っていた。

## ゲマトリア
以下に示されるように、ゲマトリア的にはセリオンの数価は666であり、また、666は太陽と救世主に関連付けられる数でもある。
- セリオン（Therion）を以下のようにヘブライ文字に転写すると、

Tav, Resh, Yod, Vav, Nun ： 400+200+10+6+50 = 666
- 「大いなる獣」を意味するギリシア語 Τὸ Μεγα Θηρίον （ト・メガ・テーリオン）を構成するギリシア文字を数値化すると、

300+70+40+5+3+1+9+8+100+10+70+50 = 666
- 太陽の惑星霊ソラト（Sorath）

Samech, Vav, Resh, Tav ： 60+6+200+400 = 666
- 太陽の魔方陣の神秘数

1+2+…+35+36 = 666
- イエスの御名（Shem Yehoshuah）

Shin, Mem, Yod, He, Shin, Vav, He ： 300+40+10+5+300+6+5 = 666